# ATP Challenger Cali-3
Der ATP Challenger Cali (offiziell: Cali Challenger) war ein Tennisturnier, das von 1991 bis 1997 sowie 2008 in Cali, Kolumbien, stattfand. Es gehörte zur ATP Challenger Tour und wurde im Freien auf Sand gespielt. Mauricio Hadad gewann als Lokalmatador mit vier Titeln im Einzel am häufigsten das Turnier.

## Liste der Sieger

### Einzel
| Jahr                         | Sieger             | Finalgegner       | Ergebnis      |
| ---------------------------- | ------------------ | ----------------- | ------------- |
| 2008                         | Daniel Köllerer    | Paul Capdeville   | 6:4, 6:3      |
| 1998–2007: nicht ausgetragen |                    |                   |               |
| 1997                         | Ramón Delgado      | Sebastián Prieto  | 6:3, 1:6, 7:6 |
| 1996                         | Mauricio Hadad (4) | Marcello Craca    | 6:3, 7:6      |
| 1995                         | Gastón Etlis       | Karim Alami       | 6:1, 3:6, 6:3 |
| 1994                         | Mauricio Hadad (3) | José Luis Noriega | 6:2, 6:2      |
| 1993                         | Mauricio Hadad (2) | Nicolás Pereira   | 7:6, 7:6      |
| 1992                         | Mauricio Hadad (1) | Mario Visconti    | 6:1, 6:2      |
| 1991                         | Xavier Daufresne   | Martin Stringari  | 6:4, 6:3      |

### Doppel
| Jahr                         | Sieger                            | Finalgegner                      | Ergebnis          |
| ---------------------------- | --------------------------------- | -------------------------------- | ----------------- |
| 2008                         | Daniel Köllerer Boris Pašanski    | Diego Junqueira Peter Luczak     | 6:74, 6:4, [10:4] |
| 1998–2007: nicht ausgetragen |                                   |                                  |                   |
| 1997                         | Eduardo Medica Mariano Puerta     | Bernardo Martínez Marco Osorio   | 7:6, 7:5          |
| 1996                         | Brett Hansen-Dent T. J. Middleton | Lucas Arnold Ker Patricio Arnold | 6:4, 6:3          |
| 1995                         | Francisco Montana Claude N’Goran  | Otavio Della Gustavo Kuerten     | 6:3, 3:6, 6:4     |
| 1994                         | João Cunha e Silva Tomáš Anzari   | Bill Behrens Kirk Haygarth       | 7:6, 3:6, 6:3     |
| 1993                         | Tom Kempers Jack Waite            | Christer Allgårdh Maurice Ruah   | 6:2, 6:4          |
| 1992                         | Michael Geserer Fabio Silberberg  | Daniel Orsanic Mario Tabares     | 6:4, 6:4          |
| 1991                         | Gustavo Guerrero Roberto Saad     | Gustavo Garetto Marcelo Ingaramo | 6:4, 7:6          |